# 黄金魂
「黄金魂」（おうごんソウル）は、湘南乃風の楽曲で、7枚目のシングル。2008年2月13日に発売。発売元はトイズファクトリー。
前作「睡蓮花」から約8ヵ月ぶりとなるニューシングルである。

## 収録曲
1. 黄金魂
作詞：湘南乃風 / 作曲：湘南乃風、soundbreakers / 編曲：soundbreakers、湘南乃風
テレビ朝日系ドラマ『交渉人〜THE NEGOTIATOR〜』主題歌。湘南乃風にとって初のドラマタイアップとなる。
角川映画『ドロップ』挿入歌
フジテレビ系特番「カスペ!・ボクシングフェス 2014 SUPER BOXEO」イメージソング
新日本プロレス共通テーマソング
『CRろくでなしBLUES』で、天下無敵ボーナス中にこの曲が流れる。
『CR蒼天航路』でも大当たり中にこの曲が流れる。
PVには伊東竜二ら、大日本プロレスに参戦しているプロレスラーが出演している。
2. 曖歌
作詞：湘南乃風 / 作曲：湘南乃風、Amin03 / 編曲：soundbreakers、湘南乃風
「美禅」CMソング
メンバーのSHOCK EYEが結成したトラック制作チーム「Amin03」によるプロデュース楽曲。
PVは『The World of GOLDEN EGGS』のクリエーターが制作しており、メンバーもキャラクターとして登場する。
元プロ野球選手の歳内宏明投手が、阪神タイガース時代に登場曲に使用していた。
カップリングではあるが、タイアップやMVが制作されていることもあり、知名度は高く、ファンからも人気ある楽曲の一つである。
3. See you again -S.D.M REMIX-
作詞：湘南乃風 / 作曲：湘南乃風 / 編曲：soundbreakers、湘南乃風
RUB-A-DUB MARKETによるリミックス。
4. 黄金魂 〜Instrumental〜
5. 曖歌 〜Instrumental〜

## 備考
- 「黄金魂」はこれまで多くのスポーツ選手の登場曲などに使用されている。
  - 中日ドラゴンズに所属していた木下雄介選手の登場曲だった。(2018年〜2021年)
  - プロ野球の2008年シーズンでは、12球団の中で6人の選手が登場曲に使用している（埼玉西武ライオンズの片岡易之、オリックス・バファローズの濱中治、読売ジャイアンツの亀井義行、東京ヤクルトスワローズの畠山和洋など)
  - プロボクシングでは藤本京太郎がキックボクサー時代から入場曲に使用。
- Vtuberのさくらみこが特に好きな曲として挙げており、自身の配信で度々歌っている。